# Gaia Repossi
 (juillet 2018).
Gaia Repossi est née en 1986 à Turin en Italie. Elle est la directrice artistique de l'entreprise de joaillerie Repossi, à la suite de son père Alberto Repossi.

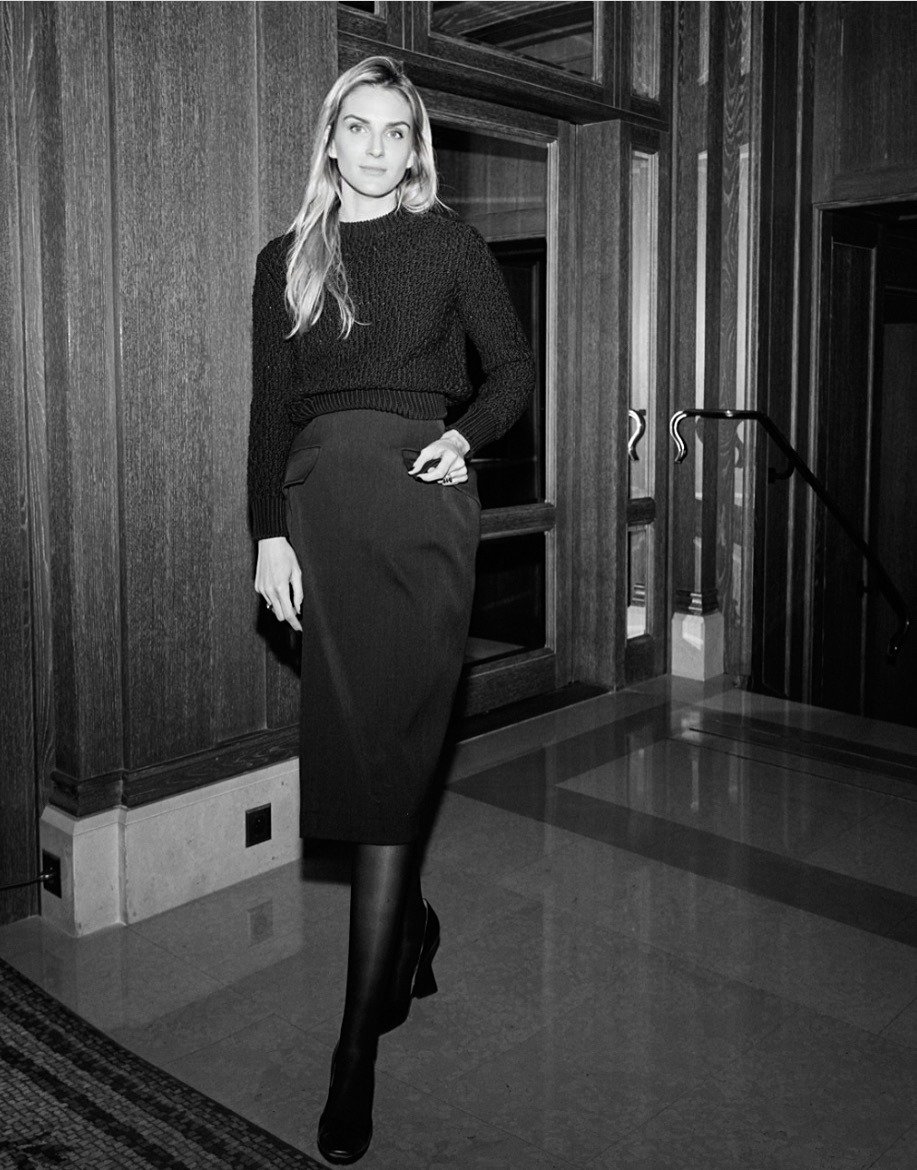
Gaia REPOSSI - RITZ Paris

## Biographie
Gaia Repossi est née en 1986 à Turin.
Petite fille de Costantino Repossi qui a fondé l'entreprise Repossi en 1957, et fille d’Alberto Repossi qui a permis le développement à l’international.
Elle poursuit des études aux Beaux-Arts de Paris entre 2005 et 2007 et termine son parcours avec un master d'archéologie de la Sorbonne.
En 2007, elle commence à travailler à l'entreprise de son père avant d'être nommée directrice artistique à l’âge de 21 ans.
Elle commence sa carrière de créatrice avec la collection Czarina.
Elle est élue designer de l’année 2013 par le ELLE UK Fashion Award.
En 2017, elle présente la collection Two Works au Musée Picasso.
En 2020, Gaia Repossi invite Flavin Judd, fils de Donald Judd (1928-1994) et directeur artistique de la Judd Foundation, à concevoir le design de la boutique Repossi à Monaco.
En 2021, invitée par la Fondation Robert Mapplethorpe, elle lance pour Repossi la collection Repossi/ Robert Mapplethorpe, une collection inspirée de l’œuvre et des bijoux qu’assemblait l’artiste de son vivant. Dévoilée en deux temps, elle est présentée pour son deuxième lancement chez Gagosian, pendant la FRIEZE de New York,.
L'entreprise fait désormais partie du groupe de luxe LVMH depuis 2019.